# Galumna granalata
Galumna granalata är en kvalsterart som beskrevs av Aoki 1984. Galumna granalata ingår i släktet Galumna och familjen Galumnidae. Inga underarter finns listade i Catalogue of Life.